# محمد فاضل (سياسي عراقي)
محمد فاضل البياتي (- 8 تموز 1973) عضو القيادة القطرية لحزب البعث في العراق، ورئيس المكتب العسكري للحزب، ومسؤول في مكتب العلاقات (المخابرات العامة)، شكّ صدام حسين الذي كان نائب مجلس قيادة الثورة في تشكل خلية أعضاؤها عبد الخالق السامرائي وناظم كزار ومحمد فاضل، فانتزع صدام من محمد فاضل بعض صلاحيات رئاسة المكتب العسكري للحزب، وجرّدهُ من صلاحياتها ومسؤولياته في الحزب والدولة. ذكر المؤرخ سيار الجميل أن محمداً كان من المنفذين لمحاولة ناظم كزار الانقلابية يوم 30 حزيران سنة 1973، وأن مهمته كانت أن يستقبل الرئيس أحمد حسن البكر في المطار، اُعتقلَ محمد بعد محاولة انقلاب ناظم كزار يوم 1 تموز 1973، وصدر عليه حكم الإعدام يوم 8 تموز سنة 1973 ونُفّذَ الحكم في اليوم نفسه
قال حامد الجبوري في لقاء مع قناة الجزيرة ضمن برنامج "شاهد على العصر" الحلقة ٦،  وغيره من البعثيين المتنفذين في تلك الفترة الذين احتلوا مناصب متقدمة في الحزب، وعاصروا محاولة الانقلاب المزعومة: إنّ صدام هو المخطط الرئيسي لقتل البكر ومحاولة الانقلاب التي نُسبت زوراً إلى ناظم كزار، ولولا تدخل جهاز المخابرات الروسي لأتم صدام المحاولة وقتل البكر وتخلص من جميع مناوئيه في الحزب، كما فعل لاحقاً في مجزرة قاعة الخلد.
وأضاف الجبوري: إن صدام كان المخطط لعملية الاختيال عام ١٩٧٣ م، وهو من جاء بناظم گزار إلى رئاسة الجهاز الأمني؛ لعلاقتهما القديمة وعملهما المشترك في "منظمة حنين" ومكتب العلاقات (المخابرات).
كما اعتبر كثير من البعثيين في فترة عمل ناظم كزار رئيساً للجهاز الأمني أنه مجرم خطير يشكل تهديداً لسمعة الحزب،  وتاريخه مليء بالإجرام منذ أيام عمله في منظمة حنين التي وصفت بأنها إجرامية وتنشط في أعمال التصفية والقتل، وحين أراد صدام التخلّص من البكر ومناوئيه، استُخدم ناظم كزار لتنفيذ العملية.
وعند فشل العملية بسبب تدخل جهاز المخابرات الروسي وهروب ناظم إلى ديالى مع رهينتين أحدهما برتبة وزير، وإلقاء القبض عليه اعترف أنه كان مأموراً من صدام بتنفيذ العملية، لكن تمت تصفيته قبل وصول البكر الذي قرر حينها الذهاب الى ديالى والتعرف على حقيقة الموقف عن كثب، بعد إجراء مكالمة هاتفية من بغداد مع المجموعة التي ألقت القبض عليه وطلب التريث في قتل ناظم كزار، لكن الذين ألقوا القبض عليه كانوا مأمورين بقتله قبل وصول البكر؛ لكي لا يتم توثيق اعترافاته ضد صدام!!

## علاقته بصدام وناظم كزار
قال القيادي البعثي طاهر توفيق العاني «وذكر صدامٌ، أنه استدعى محمد فاضل وعاتبه، وذكّره بثقته ومحبته ورعايته وحمايته له.. حتى أنه قام قبل 17 تموز 1968م بإخفائه لدى والدته في قرية العوجة، خشية أن يقتله جبار الكردي، لقتله أخيه، فبكى محمد فاضل، واعترف له، أنه وعبد الخالق السامرائي شاركا ناظم في المؤامرة وبعد اعتقال ناظم، لم يخف محمد فاضل تعاطفه معه، وقال إن مصير ناظم يهمني». تخرّج محمد في قسم اللغة العربية كلية التربية. وهو من أهل حي الفضل، وكان جدُّه ثم أبوه يصنعان الكُبّة ويبيعانها في محل، وكان محمد يقضي عطلته الدراسية عاملاً في محل أبيه، فصار يقال لمحمد فاضل، محمد ابن أبو الكبة ومحمد أبو الكبة.